# Mike Meijer
 (janvier 2019).
Si vous disposez d'ouvrages ou d'articles de référence ou si vous connaissez des sites web de qualité traitant du thème abordé ici, merci de compléter l'article en donnant les références utiles à sa vérifiabilité et en les liant à la section « Notes et références ».
Mike Meijer, né le 26 septembre 1964 aux Pays-Bas, est un acteur, écrivain et compositeur néerlandais.

## Filmographie

### Acteur
- 2006 : Northern Light (nl) de David Lammers
- 2007 : Ernst, Bobbie en de geslepen Onix (nl) de Pieter Walther Boer : Biker
- 2008 : Nothing to Lose de Pieter Kuijpers : L'employé de Tantstation[2]
- 2009 : Jacco's Film de Daan Bakker
- 2010 : Secret Letters de Simone van Dusseldorp : David
- 2013 : 20 Lies, 4 Parents and a Little Egg (nl) de Hanro Smitsman : Le formateur des employés
- 2014 : Nena de Saskia Diesing : Le coach

### Bandes originales
- 2004 : Hush Hush Baby de Albert ter Heerdt

## Livres
- 2010 : Boem ! over drummen, drums en drummers
- 2013 : Einzelganger[3]